# Winand Virnich
Winand Karl Hubert Wilhelm Virnich (* 12. Mai 1836 in Düren; † 12. August 1890 in Bonn) war Redakteur und Mitglied des Deutschen Reichstags.

## Leben
Virnich besuchte die Schulen und das Gymnasium seiner Vaterstadt Düren, die Handelsschule in Verviers, das Jesuitenkollegium Notre Dame de la Paix in Namur und das Gymnasium in Aachen bis zum Abiturientenexamen 1858. Danach machte er Universitätsstudien in Bonn, München, Innsbruck und Berlin. Während seines Studiums war er von 1860 bis 1864 Mitglied der Bonner Burschenschaft Frankonia. In Innsbruck war 1864 Gründungsmitglied der katholischen Studentenverbindung AV Austria Innsbruck. Er betrieb private Studien in Heidelberg und Tübingen und promovierte dort 1871. Anschließend widmete sich zunächst dem Bergfach als Bergexspektant in verschiedenen Rheinisch-Westfälischen Bergrevieren und auf dem Bergamt in Düren und war auch einige Zeit in dem Fabrik- und Handelshaus seines Vaters praktisch tätig. Nach Aufhebung der Bergämter in Preußen studierte er Rechtswissenschaften und war dann von 1867 bis 1870 als Redakteur verschiedener katholischer Blätter, namentlich als Leiter der Essener Volkszeitung und Breslauer Hausblätter und später 1872 bis 1873 der Deutschen Reichszeitung in Bonn tätig. Nach seiner Heirat setzte er sich zur Ruhe und zog nach Bonn.

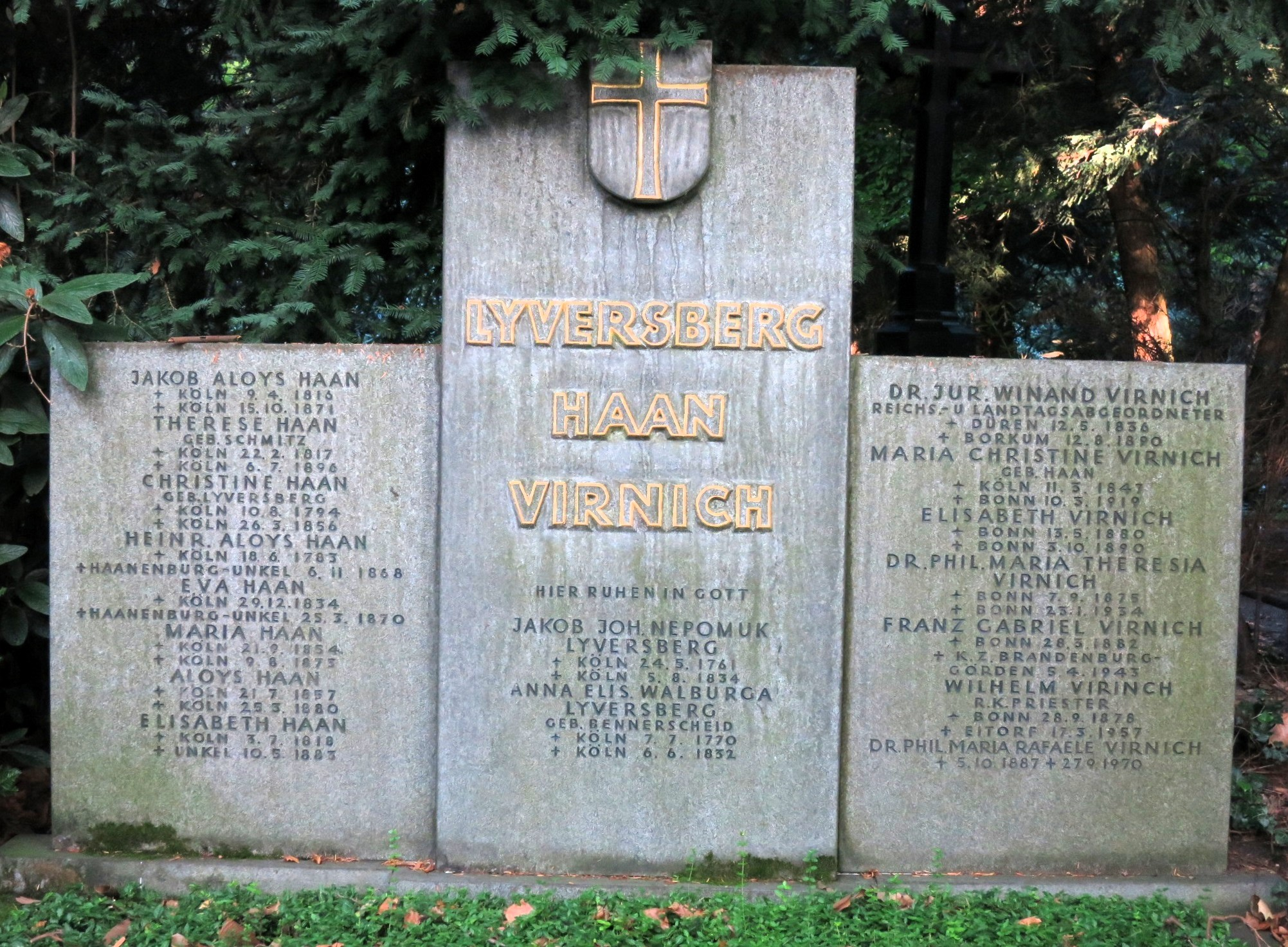
Familiengrab Haan-Lyversberg-Virnich auf dem Kölner Friedhof Melaten (HWG)

Ab 1873 war er Mitglied des Preußischen Abgeordnetenhauses, ab 1887 des Deutschen Reichstags für den Wahlkreis Regierungsbezirk Köln 4 Rheinbach, Bonn und die Deutsche Zentrumspartei. Beide Mandate endeten mit seinem Tode.
Seine Grabstätte befindet sich auf dem Kölner Friedhof Melaten (HWG).